# Adventure Island IV
Adventure Island IV (яп. 高橋名人の冒険島Ⅳ,  Takahashi Meijin no Bouken Jima IV, букв. «Остров приключений мастера Такахаси 4» или сокр. «Остров приключений 4»), также известная как Hudson’s Adventure Island IV — видеоигра в жанре платформера с элементами квеста для платформы NES (Famicom) от компании Hudson Soft, вышедшая в 1994 году.

## Описание
Игра является последней в серии Adventure Island. В ней появилась предыстория с вступительным роликом, в котором нечто учиняет разрушения на острове и похищает динозавров-помощников, а главный герой мастер Такахаси отправляется им на помощь, покидая свою возлюбленную. Появился NPC в лице этой самой возлюбленной, которая провожает героя в путь и встречает при возвращении домой. Появилась разветвлённость уровней: игрок выбирал несколько дверей на нулевом (базовом) уровне. Также появилась возможность сохранять текущий прогресс через получение кодов, и пополнять здоровье дома или с помощью предметов. Код выдаётся, когда персонаж спит дома, чтобы восстановить жизни.
Нулевой уровень представляет собой достаточно обширный мир, из которого идут выходы в остальные миры. Изначально доступны лишь несколько из них, где игрок добывает себе более мощное оружие, карту и прочие инструменты доступа к закрытым мирам.
Главное отличие игры от всех предыдущих версий — лабиринтная система строения уровней. Если раньше игроку просто приходилось бежать слева направо, уничтожая монстров, то теперь двигаться приходится по всем направлениям. Таким образом, уровни перестали быть линейными. Был убран счётчик времени. Длительность заданий сильно возросла. Также появилась карта уровня. Если на первых небольших уровнях в ней не было особой необходимости, то на последующих она оказывается весьма полезной. Карта представляет собой изометрический срез пласта почвы, где схематично показано местонахождение игрока.

## Инвентарь
Также отличительной чертой четвёртой части от всех предыдущих является весьма большой инвентарь (меню «ITEM SELECT»). Он разделен на 3 отделения:
- «WEAPON & ITEM» — оружие➤, приспособления для передвижения➤ и динозавр-спутник➤.
- «SPECIAL ITEM» — особые приспособления➤.
- «POWER» — пауэр-апы➤.

Из инструментов из предыдущих игр серии остались каменные топоры (1—3 части), бумеранг (3 часть), скейтборд (1—3 части), сёрфборд (2—3 части) и динозавры-спутники ♠ ♥ ♣ ♦ (2—3 части), ★ (3 часть). Из всего «инструментария», что был в предыдущих играх, в четвёртой нет только огненных книппелей из первой игры.

### Оружие
Любое оружие имеет бесконечный «боезапас». Всё оружие можно поделить на оружие дальнего и ближнего боя.

#### Оружие дальнего боя
Существует 4 вида оружия дальнего боя. Использование каждого из них представлено бросками (выстрелами) неограниченного количества единиц (боеприпасов) данного оружия.
- Кости — первое (стандартное) оружие; летит по дуге вниз.
- Бумеранг — летит по прямой, затем заворачивает вверх и возвращается обратно к герою; единственное оружие дальнего боя, которое можно бросать вверх; является более мощным, чем кости.
- Каменные топоры — летят по такой же траектории, как и кости; является самым сильным оружием в игре (не учитывая динозавров).
- Бокал с водой (или водяной пистолет) — выпускает каплю воды, с помощью которой можно «оживить» (полить) завянувшее растение-трамплин (поскольку завянувшим оно не выполняет функцию трамплина); тушит огонь; одно из самых слабых видов оружия.

#### Оружие ближнего боя
Существует 4 вида оружия ближнего боя. При их использовании герой не бросает ими во врага, а бьёт ими.
- Деревянный молот — разбивает большое деревянное бревно.
- Кристальный молот — разбивает большой кристалл; это более мощное оружие, чем деревянный молот.
- Копьё — колющее копьё, которое способно застревать в движущихся деревянных брёвнах, используемых для транспорта; единственное оружие ближнего боя, способное бить вертикально вверх.
- Факел — зажигает огни на стенах подземелья для освещения. Это оружие приобретается от Красного динозавра после его освобождения, в результате прохождения первого босса.

### Приспособления для передвижения
Всего существует 4 приспособления, улучшающие определённые параметры передвижения:
- Скейтборд — увеличивает скорость передвижения, высоту и длину прыжка, перемещаясь по суше; при приземлении на врага наносит ему урон.
- Сноуборд — увеличивает скорость передвижения, высоту и длину прыжка, перемещаясь по снегу и льду; при приземлении на врага наносит ему урон.
- Сёрфборд — увеличивает скорость передвижения, высоту и длину прыжка, перемещаясь по воде; при приземлении на врага наносит ему урон.
- Зонт — выполняет функцию парашюта, позволяя плавно спуститься с высоты; при спуске на воду зонт используется как плот: герой садится в него и не тонет.

### Динозавры-спутники
В игре присутствует 5 динозавров-спутников. Соответствие мастей карт и динозавров-спутников, а также их описание:
| Карта (масть) | Динозавр           | Особенности                                                                                          |
| ------------- | ------------------ | --- |
| Пики ♠        | Красный динозавр   | Дышит огнём, способен плавать в лаве                                                                 |
| Червы ♥       | Синий динозавр     | Стреляет звёздами из хвоста, не скользит по льду                                                     |
| Трефы ♣       | Летающий динозавр  | Перемещает героя по воздуху, сбрасывает камни вниз                                                   |
| Бубны ♦       | Водный динозавр    | Нет своей атаки, быстро плавает, единственный из всех динозавров, который способен находиться в воде |
| Джокер ★      | Трёхрогий динозавр | Атакует вращением непосредственно при соприкосновении с врагом, не тонет в зыбучих песках            |

Изначально в инвентаре нет динозавров. После прохождения каждого босса открывается (освобождается) по одному динозавру и тот попадает в «убежище динозавров», в котором каждый динозавр располагается в своей «комнате». Для возможности использовать конкретного динозавра, нужно прийти к «убежищу», зайти в «комнату» этого динозавра и выбрать его. При этом содержимое инвентаря не изменится. Но если, будучи на динозавре, выбрать в инвентаре любой «инструмент» из отделения «WEAPON & ITEM», то герой получит данный «инструмент», а его ячейку в инвентаре займет динозавр. Динозавра-спутника можно будет в любой момент выбрать в инвентаре. Если войти в «убежище динозавров», имея при этом динозавра (даже если он находится в инвентаре), то тот исчезает и попадает в свою «комнату» в «убежище». После этого можно будет выбрать любого динозавра в «убежище». Таким образом, в любой момент времени в инвентаре герою может быть доступно для выбора не более одного динозавра. Каждый элемент инвентаря, кроме динозавров-спутников, находится в своей ячейке. Для динозавров отдельно нет ячеек.

### Особые приспособления
В инвентаре присутствует 6 особых приспособлений:
- Запасное сердце — восстанавливает (заполняет) одно пустое сердце (жизнь). Приобретается после победы в гонке с крабом.
- Зелье — восстанавливает все сердца (жизни). Приобретается после победы в гонке с крабом.
- Билет домой — своего рода телепорт, возвращающий героя с любого места в игре (даже при битве с боссом) домой. Приобретается после победы в гонке с крабом.
- Яйцо — своего рода телепорт, перемещающий героя в то место (есть специальные места, где можно оставить яйцо), где было последний раз оставлено яйцо.
- Компас — просмотр части карты острова, где находится герой; также на карте указано направление, куда нужно двигаться герою для прохождения игры. Приобретается после победы в гонке с крабом.
- Фея — воскрешение героя после потери всех жизней, своего рода «continue», при этом герой возрождается на том месте, где погиб.

### Усиление
В игре также доступно 3 пауэр-апа, улучшающих физические возможности героя:
- P (Push) — возможность поднимать тяжёлые каменные блоки. Приобретается после победы в толкании с пингвином.
- J (Jump) — длинный прыжок. Приобретается после победы в беге с препятствиями наперегонки с кроликом.
- D (Dash) — большая скорость. Приобретается после победы в беге наперегонки с лисой.

## Пароли
В отличие от предыдущих игр серии, в Adventure Island IV есть система паролей: каждый этап прохождения игры (прогресс) имеет свой пароль. Для того, чтобы посмотреть пароль для текущего этапа, главный герой должен прийти домой и лечь спать. После этого появится пароль, а также восстановятся все сердца (жизни). Если набрать пароль сразу после заставки — загрузится соответствующий этап прохождения игры.
Каждому этапу соответствует определённое количество открытых частей мира, найденных динозавров-спутников, конкретное наполнение инвентаря и количество сердец (жизней). Игровой портал Consolgames разработал генератор паролей для Adventure Island IV, способный генерировать пароли со значением прогресса прохождения игры от 0 % до 95 % с шагом в 5 %.